# Parapteroceras carnosum
Parapteroceras carnosum là một loài thực vật có hoa trong họ Lan. Loài này được (Seidenf.) Aver. mô tả khoa học đầu tiên năm 1990.